# Le Lardin-Saint-Lazare
Le Lardin-Saint-Lazare es una comuna francesa situada en el departamento de Dordoña, en la región de Nueva Aquitania.

## Demografía[1]
.

### Le Lardin-Saint-Lazare
| 1636 | 1761 | 1982 | 2037 | 2047 | 1846 | 2000 | 1720 |
| Para los censos de 1962 a 1999 la población legal corresponde a la población sin duplicidades (Fuente: INSEE [Consultar]) |      |      |      |      |      |      |      |

### Le Lardin antes de la absorción de Saint-Lazare
| 683 | 723 | 800 | 966 | 1 016 | 1 016 | 1 041 | 1 118 | 1 160 |
| Para los censos de 1962 a 1999 la población legal corresponde a la población sin duplicidades (Fuente: INSEE [Consultar]) |     |     |     |       |       |       |       |       |

### Saint-Lazare hasta su absorción
| 416 | 424 | 479 | 402 | 520 | 523 | 508 | 551 | 561 | 544 | 567 | 551 | 585 | 547 | 546 | 525 | 563 | 593 | 619 | 587 | 554 | 645 | 520 | 518 | 465 | 470 | 476 |
| Para los censos de 1962 a 1999 la población legal corresponde a la población sin duplicidades (Fuente: INSEE [Consultar]) |     |     |     |     |     |     |     |     |     |     |     |     |     |     |     |     |     |     |     |     |     |     |     |     |     |     |